# Леевійие
Леевійие (ест. Leevijõe), також Лееві (ест. Leevi) — село в Естонії, входить до складу волості Вастсе-Куусте, повіту Пилвамаа.